# Stanisław Arct

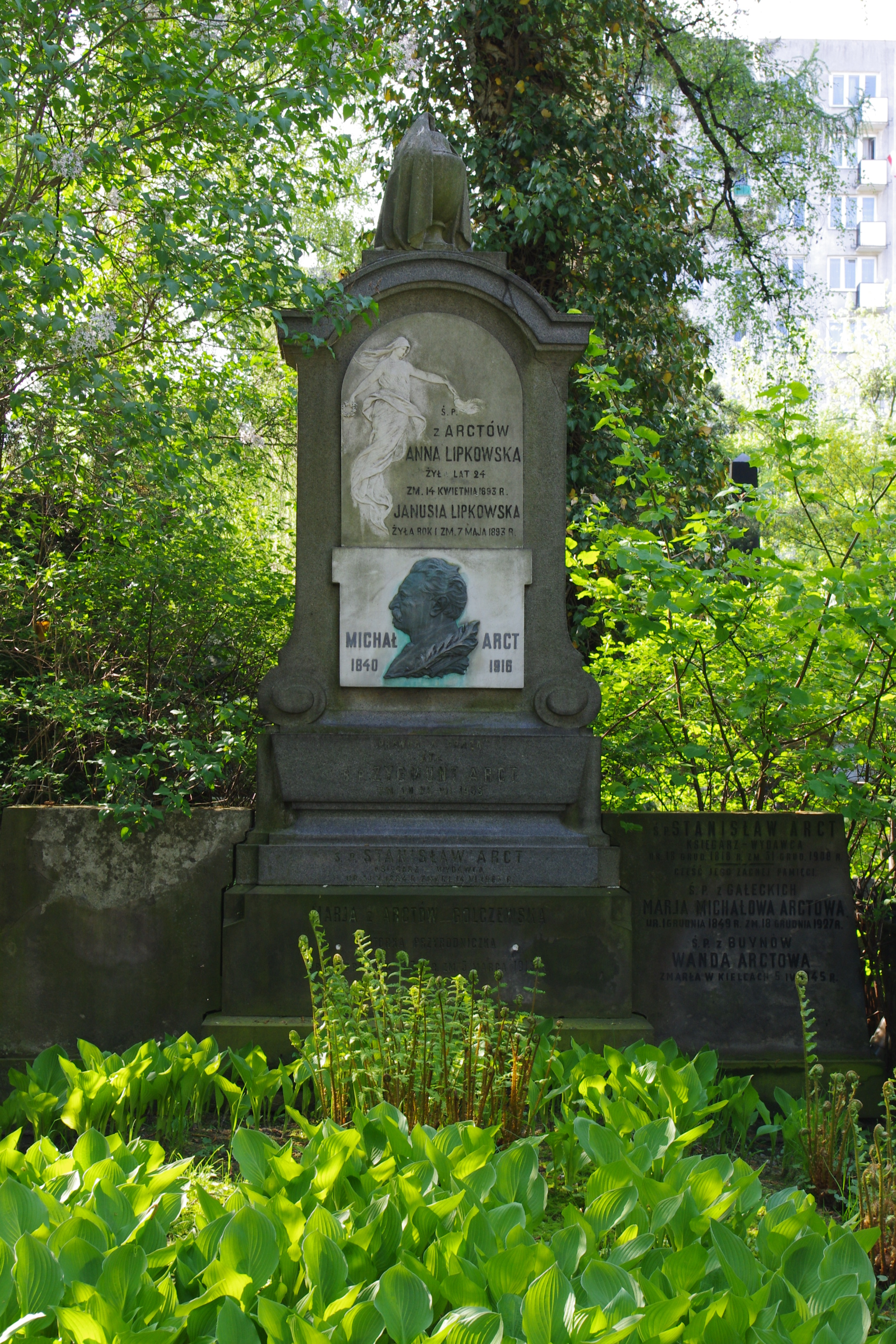
Grób Michała i Stanisława Arctów na cmentarzu ewangelicko-reformowanym w Warszawie

Stanisław Arct (ur. 18 kwietnia 1818 w Lublinie, zm. 31 grudnia 1900 w Warszawie) – polski księgarz i wydawca, założyciel przedsiębiorstwa księgarskiego, działacz patriotyczny.

## Biografia
Syn Michała (Mojżesza) Arzta, lekarza pochodzenia żydowskiego, pracującego jako ordynator w szpitalu więziennym w Lublinie, i Judyty. W 1853 roku cała rodzina odeszła od wyznania mojżeszowego, przyjmując chrzest w kościele ewangelicko-reformowanym. 
Stanisław Arct otworzył w 1836 roku księgarnię przy ulicy Krakowskie Przedmieście w Lublinie. Prowadził w niej sprzedaż (także wysyłkową) książek, nut, dzieł sztuki, dewocjonaliów, artykułów piśmienniczych, oferował również usługi introligatorskie, wypożyczania książek oraz prenumeraty czasopism. Od 1850 roku funkcjonował jako nakładca, odkupując od innych wydawnictw nakłady książek i firmując je własnym znakiem (sygnet z dwoma dłońmi w uścisku i dewizą „Prawdą i Pracą” lub stylizowanym słońcem z tą samą dewizą, monogramem S.A. i datą założenia przedsiębiorstwa).
W 1843 roku był przesłuchiwany w sprawie zrywu niepodległościowego przygotowywanego przez Związek Narodu Polskiego, rok później był podejrzewany o powiązania ze spiskiem Ściegiennego i finansowanie zakupu nielegalnych wydawnictw. W obydwu przypadkach śledztwa zawieszono z braku dowodów obciążających. Na początku lat 60. w jego księgarni funkcjonował punkt kontaktowy dla przerzutu zakazanych książek z Galicji.
Od 1855 roku przedsiębiorstwo Arcta rozpoczęło działalność wydawniczą, początkowo współpracując z Samuelem Orgelbrandem. Po upadku powstania styczniowego Stanisław Arct wyjechał z Królestwa Polskiego w obawie przed szykanami. Przez dwa kolejne lata przedsiębiorstwo prowadził jego bratanek Michał. Po powrocie objął ponownie kierownictwo wydawnictwa, które ostatecznie przekazał Michałowi Arctowi w 1881 roku. Przez kilka lat podróżował za granicą, po powrocie zamieszkał w Warszawie. Tam zmarł i został pochowany na cmentarzu ewangelicko-reformowanym (kwatera F-5-2).
Wydawnictwo, prowadzone przez Michała Arcta a później jego synów i wnuka, funkcjonowało w Warszawie, dokąd zostało przeniesione w latach 80. XIX wieku, do 1953 roku.